# 사메단 공항
사메단 공항(IATA : SMV, ICAO : LSZS)은 엥가딘 공항으로도 알려져 있으며 스위스 엥가딘 계곡의 사메단에 있는 지역 공항으로 장크트모리츠에서 5km 떨어져 있다.

## 역사
제2차 세계 대전이 끝날 무렵, 스위스 당국은 주요 도시 공항을 지원하기 위한 두 번째 계층인 지역 공항으로 현대화될 기존 위치를 확인했으며, 사메단은 5개 중 하나였다.

## 시설
공항에는 1800 × 40m 크기의 아스팔트 포장도로가 03/21로 지정된 활주로가 하나 있다. 계곡의 바닥에 위치하기 때문에 계기착륙장치가 장착되어 있지 않다.

## 운행
해발 1,707m로 쿠셰벨(Courchevel)에 이어 유럽에서 두 번째로 고도가 높은 여객기 공항이다. 또한 어려운 지형과 바람, 그리고 고도에서 공기가 희박하기 때문에 세계에서 가장 도전적인 공항 중 하나로 간주된다. 공항에는 정기 여객기가 없다.
가장 가까운 공항은 185km 떨어진 루가노 공항, 180km 거리의 밀라노 말펜사 공항, 220km 거리의 취리히 공항이 있다.
교통의 대부분은 경항공에서 대형 일반 항공으로 구성된다. 주로 이용하는 기종은 많은 민간 기업 제트기, 개인 프로펠러 항공기 및 스위스 제트 플리트이다. 그곳에서 흔히 볼 수 있는 가장 큰 비행기 중 하나는 HK Co.의 737-200 또는 A320이다. 이륙은 일반적으로 가능한 한 많은 속도를 최대화하면서, 활주로에서의 시간을 최소화하기 위해 브레이크를 켠 상태에서 엔진을 감아야 한다. 이 기술은 일반적으로 더 무거운 페이로드와 함께 더 큰 항공기에 의해 수행된다.

## 같이 보기
- 스위스의 교통